# The Legends
The Legends é uma banda de música pop sueca, distribuída pela Labrador Records. Segundo a versão oficial, a banda se formou através de uma rede de contatos entre amigos após ter uma apresentação contratada, alguns dos integrantes sequer sabiam tocar instrumentos musicais, o que não impediu a banda de gravar seus discos.
A banda possui nove integrantes, e suas identidades são mantidas propositalmente em segredo. O único membro conhecido da banda é Johan Angergård, das bandas Club 8 e Acid House Kings.

## Discografia

### Álbuns
- Up Against The Legends — 2004
- Public Radio — 2005
- Facts And Figures — 13 de setembro de 2006

### Singles
- "Make It All Right" — 2003 (Up Against The Legends)
- "There And Back Then" — 2003 (Up Against The Legends)
- "Call It Ours" — 2004 (Up Against The Legends)
- "He Knows The Sun" — 2005 (Public Radio)
- "Hide Away" — 2006 (Public Radio)
- "Play It For Today / Blue Lights" — 2006 (Facts And Figures)
- "Lucky Star" — 4 de junho de 2006 (Facts And Figures)